# Neijiang
Neijiang (内江 ; pinyin : Nèijīang) est une ville de la province du Sichuan en Chine. Sa superficie est de 5 386 km2 et sa population de 4,2 millions d'habitants.
La championne olympique de judo, catégorie moins de 78 kg, Tang Lin (médaille d'or en 2000 à Sydney face à la française Céline Lebrun) est originaire de Neijiang.

## Économie
C'est un centre important pour la production de céréales et de culture de rendement. En raison de la culture traditionnelle de la canne à sucre, la ville est surnommée « ville à sucre ». La région a également donné son nom à une race porcine (porc de Neijiang).
En 2005, le PIB total a été de 25,5 milliards de yuans, et le PIB par habitant de 6 432 yuans.

## Subdivisions administratives
La ville-préfecture de Neijiang exerce sa juridiction sur cinq subdivisions - deux districts et trois xian :
- le district de Shizhong - 市中区 Shìzhōng Qū ;
- le district de Dongxing - 东兴区 Dōngxīng Qū ;
- le xian de Weiyuan - 威远县 Wēiyuǎn Xiàn ;
- le xian de Zizhong - 资中县 Zīzhōng Xiàn ;
- le xian de Longchang - 隆昌县 Lóngchāng Xiàn.

## Personnalités
Tang Lin (1976-), championne olympique de judo en 2000.

### Sources
- (en) Codes téléphoniques et postaux de Chine
- (en) Codes postaux du Sichuan